# Ormylia
Ormylia (griechisch Ορμύλια, (f. sg.); offizielle Bezeichnung Dimotiki Enotita Ormylias, Δημοτική Ενότητα Ορμύλιας) ist einer der vier Gemeindebezirke der Gemeinde Polygyros auf der Halbinsel Chalkidiki in der griechischen Region Zentralmakedonien. Er entstand 1997 als selbständige Gemeinde im Rahmen der griechischen Kommunalverwaltungsreform Schedio Kapodistrias durch Zusammenlegung der bis dahin eigenständigen Gemeinden und Ortschaft Ormylia und Metamorfosi. Der Verwaltungssitz dieser Gemeinde war deren größte Ortschaft Ormylia.
Ormylia erstreckt sich von der nordwestlichen Küste des Toronäischen Golfs in Richtung Norden in das Zentralland der Halbinsel Chalkidiki hinein. Das Gebiet folgt dabei dem Verlauf des Flusses Chavrias, welcher bei der Siedlung Nisi in den Toronäischen Golf mündet und der größte Fluss der Chalkidiki ist. In den niederschlagsarmen Sommermonaten ist der Chavrias zwar fast ausgetrocknet, seine Wassermengen in den anderen Jahreszeiten erlauben in der Ebene des Chavrias eine intensive Landwirtschaft. Die Ortschaft Ormylia selbst liegt am Austritt des Chavrias aus den südlichen Ausläufern des Cholomondas-Gebirges. Südwestlich der Ortschaft Ormylia liegt die Siedlung Psakoudia, die das touristische Zentrum der Gemeinde am gleichnamigen Strand darstellt.
In der Antike befand sich auf dem Gemeindegebiet die Stadt (Polis) Sermyle (Sermyli). Im Byzantinischen Reich gelangte das Gemeindegebiet in den Besitz der Klöster von Athos, darunter das Kloster Vatopedi, und wurde von diesen als landwirtschaftliches Gut genutzt. Die Siedlungen Vatopedi und Metamorfosi entstanden nach der griechischen Niederlage im Griechisch-Türkischen Krieg 1922 und dem im Vertrag von Lausanne 1923 vereinbarten Bevölkerungsaustausch zwischen Griechenland und der Türkei: griechische Flüchtlinge aus Kleinasien und dem Schwarzen Meer gründeten die beiden Ortschaften.
Wirtschaftlich dominiert in Ormylia die Landwirtschaft in der Ebene des Flusses Chavrias. Zunehmende Bedeutung erlangt auch der Tourismus.
Im Gebiet Ormylias befinden sich zwei griechisch-orthodoxe Klöster: Evangelismos tis Theotokou (Frauenkloster) und Osios Arsenios (Männerkloster), deren Gründung erst im späten 20. Jahrhundert erfolgte.
Zu den Ortschaften und Siedlungen Ormylias siehe Polygyros (Gemeinde).